# Odontanthias perumali
Odontanthias perumali là một loài cá biển thuộc chi Odontanthias trong họ Cá mú. Loài này được mô tả lần đầu tiên vào năm 1976.

## Từ nguyên
Từ định danh perumali được đặt theo tên của M. C. Perumal, Giám đốc Viện Điều hành Thủy sản Trung ương (Kochi, Ấn Độ), người đã cung cấp cơ sở vật chất trên con tàu Blue Fin.

## Tình trạng phân loại
O. perumali ban đầu nằm trong chi Holanthias, được Manilo và Bogorodsky (2003) công nhận là loài hợp lệ, nhưng Randall và Heemstra (2006) sau đó xếp vào đồng nghĩa của Odontanthias rhodopeplus. Danh sách họ Cá mú của Parenti và Randall (2020) vẫn xem O. perumali là đồng nghĩa của O. rhodopeplus.
Ngoài sự khác biệt về hình thái và màu sắc, bảng mã vạch DNA trong nghiên cứu của Zajonz và cộng sự (2020) còn cho thấy O. perumali và O. rhodopeplus có bộ gen hoàn toàn khác nhau, góp phần khẳng định sự hợp lệ của O. perumali.

## Phân bố
Mẫu định danh của O. perumali được thu thập ngoài khơi thành phố Kollam (phía tây nam Ấn Độ). Gần đây, O. perumali được tàu lưới đánh bắt ở bờ biển phía đông nam Ấn Độ (thuộc vịnh Bengal), độ sâu khoảng 80–150 m.

## Mô tả
Số gai ở vây lưng: 10; Số tia ở vây lưng: ?; Số gai ở vây hậu môn: 3; Số tia ở vây hậu môn: 7; Số gai ở vây bụng: 1; Số tia vây ở vây bụng: 5; Số tia ở vây ngực: 17–18; Số vảy đường bên: 30–31.